# Bellerofon
Bellerofon (græsk: Βελλεροφῶν eller Bellerophontes græsk: Βελλεροφόντης) var en af græsk mytologis helte. Historien er en retledning i, hvordan forholdet mellem en dødelig hero og guderne skal være. Som ung ærede han guderne og vandt deres yndest; senere blev han grebet af hybris. Han var søn af Poseidon og Eurynome, der var gift med Sisyfos' søn kong Glaukos (med betydningen "grønblå", som i "glaukom" ). Han opdrog Bellerofon som sin egen. Zeus havde bestemt, at Glaukos aldrig skulle få børn, fordi han havde fornærmet Afrodite, da han forhindrede sine hopper i at parre sig, så de kunne være i bedre form ved hestevæddeløbene.

## Pegasus
Oprindeligt hed drengen Hipponous, da han holdt meget af heste og stærkt ønskede sig den vingede hest Pegasus. Han var dog ved at opgive det, da han fik det råd af seeren Polyeidus at tilbringe en nat i Athenes tempel. Ganske rigtigt drømte han, at gudinden gav ham en magisk tøjle, og han vågnede med tøjlen i sine hænder. Så stod han parat, da Pegasus næste gang kom for at drikke af kilden Peirene på Korinths Akropolis, som Sisyfos havde fået flodguden Asopos til at skænke byen.

## Navnet
Den mytologiske forklaring på Bellerofons navn var "Belleros' drabsmand". Mere sandsynligt er betydningen "Våbenbærer" af græsk belos (= projektil) og foreo  (= bærer). Nogle anfører, at han havde dræbt en korinthisk adelsmand ved navn Belleros; andre at han havde dræbt sin egen bror, hvis navn blev opgivet som Deliades, Peiren eller Alkimenes. I alle tilfælde skal Bellerofon have søgt tilflugt i Tiryns hos kong Proteus. Her gennemgik han en renselse og blev dermed kong Proteus' undersåt.

## Konge i Lykien
Ligesom Potifars hustru i Bibelen var dronning Stheneboea af Lykien vred over, at den unge mand afviste hendes tilnærmelser og beskyldte ham for voldtægtsforsøg. Kong Proteus sendte ham til sin svigerfar, kong Iobates af Lykien, med et brev, der instruerede Iobates om at lade Bellerofon dræbe. I stedet besluttede kong Iobates at sætte Bellerofon til at dræbe den ildsprudende kimære, der hjemsøgte landet. Det græske ord chimaira betyder "ged"; men uhyret havde en løves forkrop, en drages hale og tre hoveder. Bellerofon fæstede bly til spidsen af sin lanse og stak den ind i kimærens ildspyende mund, hvor blyet smeltede og tog livet af uhyret. Ridende på sin flyvende hest nedkæmpede Bellerofon både solymierne og amazonerne. Overbevist om at den fremmede var beskyttet af guderne, tog kong Iobates ham til tronarving og tilbød ham sin datter Philonoe, søster til dronning Stheneboea. Stheneboea tog sit liv af jalousi, da hun hørte om sin søsters ægteskab  med den mand, hun selv elskede.
Philonoe og Bellerofon fik tre børn:
- Hippolokhos, der blev far til helten Glaukos.
- Isandros, der i kamp med solymierne blev dræbt af Ares.[10]
- Laodameia, der med Zeus fik sønnen Sarpedon, konge af Lykien som sin morfar. Laodameia blev dræbt af Artemis, en dag hun sad ved sin væv.[11]

## Hybris
I virkeligheden var Bellerofon misundt af guderne, der dømte ham til at vandre i ensomhed over sletten i Kilikien. Andre siger, at han forsøgte at flyve op til Olympen. Da fik Zeus Pegasus til at kaste ham af, så han faldt til jorden og blev krøbling.

## Eftermæle
I lighed med Theseus begynder Bellerofon som en ren helteskikkelse. Mod slutningen af livet bliver begge mere sammensatte karakterer.
Kun fragmenter er bevaret af Euripides' tragedie om Bellerofon.
I Begrebet Angest skriver Søren Kierkegaard: "Men i Forhold til Alvoren skal den vide ikke at taale nogen Spøg, glemmer den dette, da kan det hænde den, hvad der hændte Albertus Magnus, da han overmodig trodsede paa sin Speculation imod Guddommen, at han pludselig blev dum, da skal det hænde den, hvad der hændte Bellerophon, der roligen sad paa sin Pegasus i Ideens Tjeneste, men faldt ned, da han vilde misbruge Pegasus til paa den at ride til et Stevnemøde med en jordisk Qvinde." 